# Thomas Kohl (Maler)

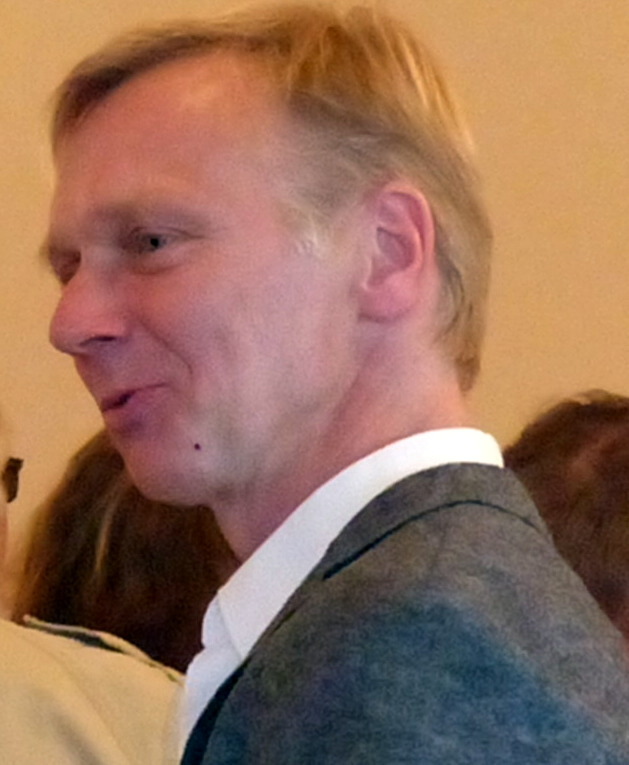
Thomas Kohl, 2014

Thomas Kohl (* 1960 in Düsseldorf) ist ein deutscher Maler, dessen Arbeiten sich im Grenzbereich von Landschaftsmalerei und Abstraktion bewegen. Nach zwei Jahren Sprach- und Philosophiestudium an der Universität Düsseldorf studierte Kohl von 1981 bis 1988 an der Kunstakademie Düsseldorf. Er ist Meisterschüler von Gerhard Richter. Neben Ölbildern, Aquarellen und Zeichnungen hat Thomas Kohl seit 2009 auch Werke auf Glas geschaffen, darunter verschiedene großformatige Installationen für den öffentlichen Raum. Der Maler lebt und arbeitet in Düsseldorf und Geilnau (Lahn). Von 2015 bis 2023 unterrichtete er Malerei und Zeichnung am IKKG der Hochschule Koblenz; seit 2023 hat er eine Vertretungsprofessur an der FH Münster inne.

## Ausstellungen (Auswahl)
- 2023: H.W. Fichter Kunsthandel, Frankfurt
- 2019: Galerie Hans Strelow, Düsseldorf
- 2018: Pinakothek der Moderne, Graphische Sammlung München; Hamburger Kunsthalle
- 2016: Museum Schloß Moyland
- 2013: Hubertus Melsheimer Kunsthandel, Köln, Kunsthalle Emden
- 2011: Galerie Florian Trampler, München
- 2010: Niederrheinischer Kunstverein; Langen Foundation Neuss
- 2009: Galerie Andreas Brüning, Düsseldorf; Museum Frieder Burda, Baden-Baden
- 2007: Kunstsammlungen der Ruhr-Universität Bochum
- 2004: Sinclair-Haus, Bad Homburg
- 2000: Mannheimer Kunstverein
- 1999: Von der Heydt-Museum Wuppertal
- 1996: Museum Morsbroich, Leverkusen
- 1996: Kunsthalle Darmstadt
- 1996 Kunstverein Marburg

## Werke in öffentlichen Sammlungen (Auswahl)
Unter anderem besitzen der Deutsche Bundestag, das Kupferstichkabinett Berlin, die Ruhr-Universität Bochum, das MMM Bozen, das Bündner Kunstmuseum, das Kunstmuseum Bonn das Kupferstichkabinett Dresden, das MAMCO Genf, die Hamburger Kunsthalle, das Kölner Museum Ludwig, das Museum Morsbroich, die Kunsthalle Mannheim, die Staatliche Graphische Sammlung München, das Lenbachhaus München, die Staatsgalerie Stuttgart und das Von der Heydt-Museum Wuppertal öffentliche Sammlungen Werke von Thomas Kohl.

## Stipendien
Folgende Stipendien hat der Maler Thomas Kohl erhalten:
- Arbeitsstipendium der Stadt Marseille
- Villa Arson, Nizza
- Artiste en Résidence, Musée Villefranche
- Deutsch-Französischer Kulturrat
- Stiftung Künstlerhaus Boswil (Schweiz)
- Burgund-Stipendium, Dijon
- Reisestipendium des Landes NRW nach Dordogne
- Reisestipendium des Landes Rheinland-Pfalz nach Marokko